# Belonogaster saussurei
Belonogaster saussurei är en getingart som beskrevs av Kirby 1881. Belonogaster saussurei ingår i släktet Belonogaster och familjen getingar. Inga underarter finns listade.